# Gemeinde Nikšić
Die Gemeinde Nikšić (montenegrinisch Општина Никшић Opština Nikšić) ist eine Gemeinde in Montenegro. Der Verwaltungssitz ist der Hauptort Nikšić.

## Geografie
Die Gemeinde Nikšić hat die größte Landmasse aller Gemeinden in Montenegro (sie bedeckt 15 % von Montenegro) und umfasst 129 Siedlungen. Sie war auch die größte Gemeinde im sozialistischen Jugoslawien. Die Stadt Nikšić befindet sich im nördlich-zentralen Montenegro. Sie befindet sich in der Mitte des weitläufigen Nikšić-Feldes (Nikšićko polje), einer Karstebene. Die Ebene ist von unwirtlichem, felsigem Bergland umgeben, einer typischen Landschaft des westlichen Montenegro. Die Stadt selbst befindet sich am Fuße des Berges Trebjesa.
Der Fluss Zeta entspringt im Nikšić-Feld und fließt in der Nähe der Stadt Nikšić, bevor er südlich der Stadt zu einem unterirdischen Fluss wird. Der Fluss verursachte häufige Überschwemmungen in der Ebene, bis zum Bau des Wasserkraftwerks Perućica im Jahr 1960. Der Bau des Kraftwerks führte zur Entstehung von drei großen künstlichen Seen in der Nähe der Stadt.

## Bevölkerung
Zur Volkszählung von 2011 hatte die Gemeinde Nikšić 72.443 Einwohner, von denen sich 46.149 (63,7 %) als Montenegriner und 18.334 (25,31 %) als Serben bezeichneten. Daneben leben in der Gemeinde noch weitere kleinere Bevölkerungsgruppen, darunter Roma, Albaner und Bosniaken.
| Zensus    | 1948 1 | 1953 1 | 1961   | 1971   | 1981   | 1991   | 2003   | 2011   |
| --------- | ------ | ------ | ------ | ------ | ------ | ------ | ------ | ------ |
| Einwohner | 38.359 | 46.589 | 57.399 | 66.815 | 72.299 | 74.706 | 75.282 | 72.443 |